# Zwaartekrachtlens

Zwaartekrachtlenseffect veroorzaakt door een zwart gat dat een achterliggend sterrenstelsel passeert. Rond het zwart gat is een Einsteinring te zien tegenover de richting van het stelsel

Een zwaartekrachtlens (ook gravitatielens) is een relatief zeer sterk zwaartekrachtveld, zoals dat van een sterrenstelsel of een zwart gat, dat het licht van een daarachterliggend voorwerp afbuigt. Dit lens-effect treedt op wanneer waarnemer, zwaartekrachtveld (lens) en achterliggende voorwerp (bron) ongeveer op één lijn staan.
De aard van het effect hangt af van de onderlinge afstand en positie van waarnemer, lens en bron en van de grootte en de massaverdeling binnen de lens. In het algemeen maakt men onderscheid tussen sterke, zwakke en microlenswerking, hoewel ze ook samen kunnen optreden. De grootte van het effect komt overeen met de waarde zoals voorspeld door de algemene relativiteitstheorie, zodat het lenseffect in zekere zin een bewijs voor deze theorie vormt.

## Voorgeschiedenis

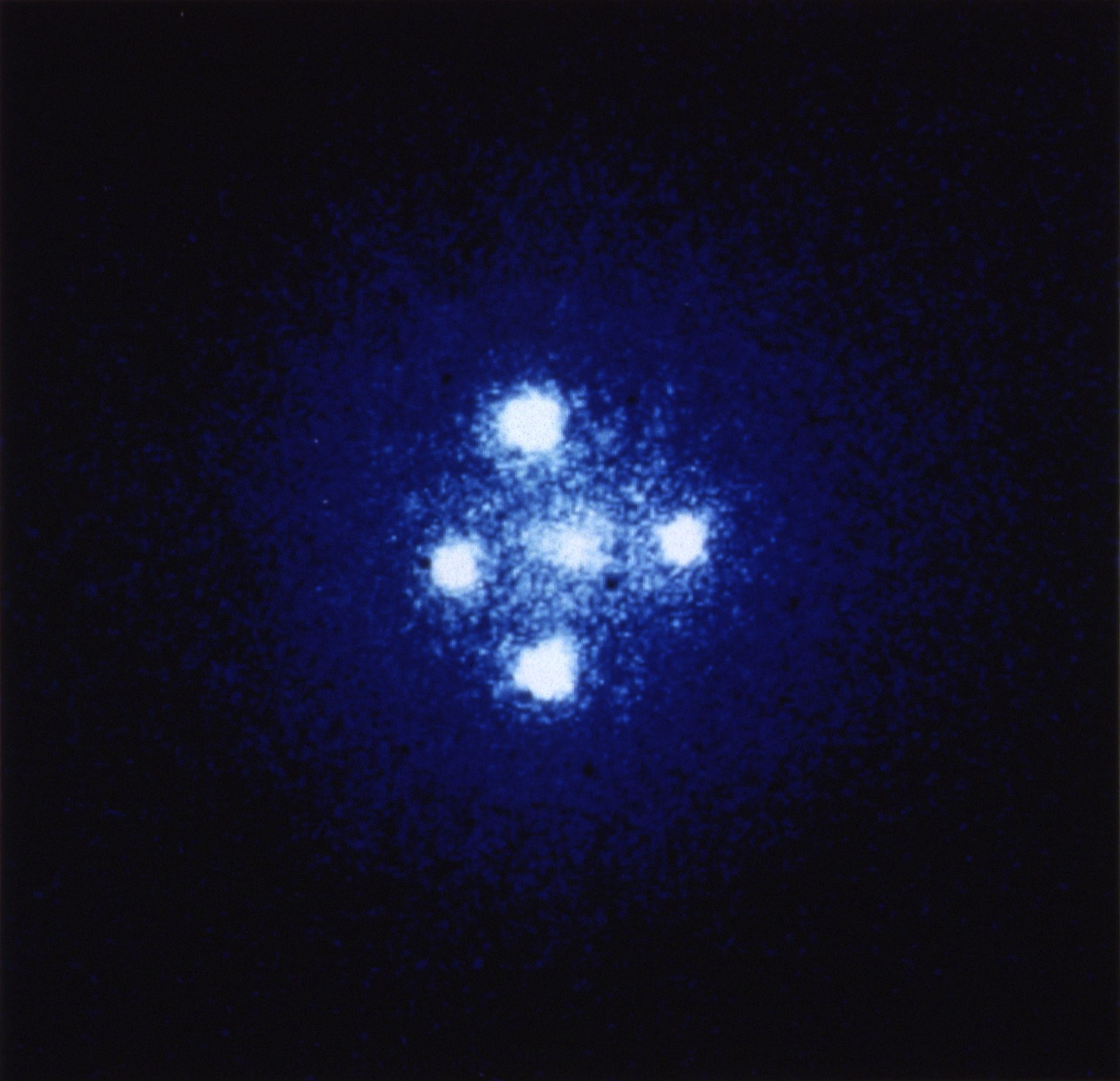
Het Einsteinkruis, vier afbeeldingen van dezelfde quasar veroorzaakt door het sterke lenseffect van een sterrenstelsel op de voorgrond.

Dat licht zou kunnen worden afgebogen door de zwaartekracht, werd al in 1704 door Isaac Newton geopperd in zijn boek “Opticks”. Op basis daarvan berekende Johann Soldner in 1804 de afbuiging van een lichtstraal die vlak langs de zon gaat op 0,84 boogseconde. In 1911 vond Albert Einstein dezelfde waarde en stelde voor om dit te meten tijdens de zonsverduistering van 1914. Wegens het uitbreken van de Eerste Wereldoorlog, ging deze meting niet door.
Daarna publiceerde Einstein zijn algemene relativiteitstheorie, die een afbuiging van de lichtstralen door massa voorspelde die twee keer zo groot was. Dit werd door Arthur Eddington experimenteel aangetoond tijdens de zonsverduistering van 1919. Hij kon aantonen dat de posities van de sterren die tijdens de zonsverduistering zichtbaar werden, precies zoveel verschoven waren als Einstein had voorspeld. Dit was de eerste experimenteel aangetoonde zwaartekrachtlens.
Einstein zelf had gedacht dat behalve bij de zon het lens-effect nooit waargenomen zou worden, omdat de kans op het vormen van deze lenzen klein is. Einstein dacht hierbij vooral aan individuele sterren als lens, wat gezien het geringe effect dat deze teweeg konden brengen, nog tijden niet zou kunnen worden waargenomen. In 1924 voorspelde Orest Chwolson dat de lens op achterliggende objecten het effect zou hebben dat er zich meerdere afbeeldingen en een 'ring' van licht zouden vormen (Einsteinring).
De Zwitserse sterrenkundige Fritz Zwicky voorspelde in 1937 dat ook de massa van (een cluster van) sterrenstelsels als zwaartekrachtlens zou kunnen werken. Dat blijkt het geval. Het aantal sterrenstelsels is zo groot, dat een gelijnde opstelling ten opzichte van de Aarde zich geregeld voordoet. In de loop der jaren zijn er honderden lenseffecten ontdekt.

## Sterke lenswerking

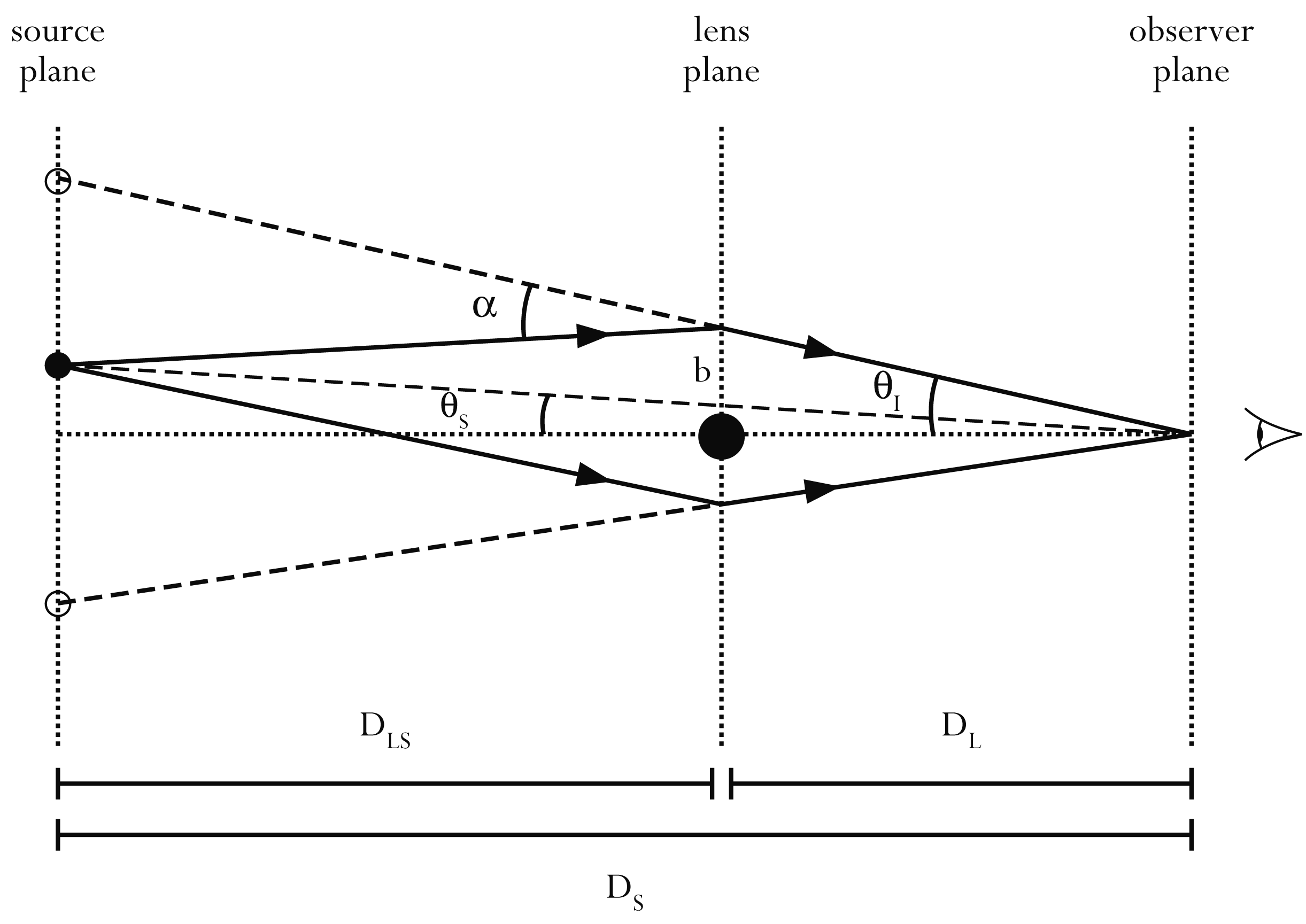
Een schematische weergave van de werking van een zwaartekrachtlens. Het licht van de lichtbron links volgt de volle pijlen, onder en boven de lens in het midden tot bij de waarnemer rechts. Die ziet de beelden van de lichtbron - volg de stippellijnen terug van rechts naar links - als twee afzonderlijke afbeeldingen.

Een sterke lenswerking levert rond de lens een vermeerdering op van het aantal beelden van het achterliggende voorwerp, al dan niet gelijktijdig of symmetrisch gepositioneerd ten opzichte van de lens, afhankelijk van de onderlinge posities van waarnemer, lens en het verdergelegen voorwerp. In deze gevallen fungeert een zwaar object zoals een sterrenstelsel of een cluster als lens. Als deze op precies één lijn staan, kan een lichtvorm bekend als de Einsteinring optreden.
De eerste ontdekking van die aard - tevens de eerste ontdekking van een zwaartekrachtlens op de Zon na - vond plaats toen de sterrenkundigen Dennis Walsh, Bob Carswell en Ray Weymann in 1979 twee vlak naast elkaar gelegen quasars ontdekten. Beide hadden hetzelfde spectrum en bleken twee beelden te zijn van eenzelfde quasar (de twin quasar of Q0957+651). In 1980 kon men de groep van sterrenstelsels ontdekken die als lens fungeerde. Sindsdien zijn er vele meervoudige beelden van quasars ontdekt en meestal is ook de lens zelf waargenomen. Een bekende gelensde quasar is het “Einsteinkruis” (Q2237+0305), vier afbeeldingen van dezelfde quasar op 8 miljard lichtjaar. De lens is hier een sterrenstelsel op 400 miljoen lichtjaar.
De sterke lenswerking kan onder meer toegepast worden om sterrenstelsels en clusters te 'wegen', de theorie van de gravitatielens te testen en de waarde van kosmologische constanten vast te stellen zoals de hubbleconstante.

## Zwakke lenswerking

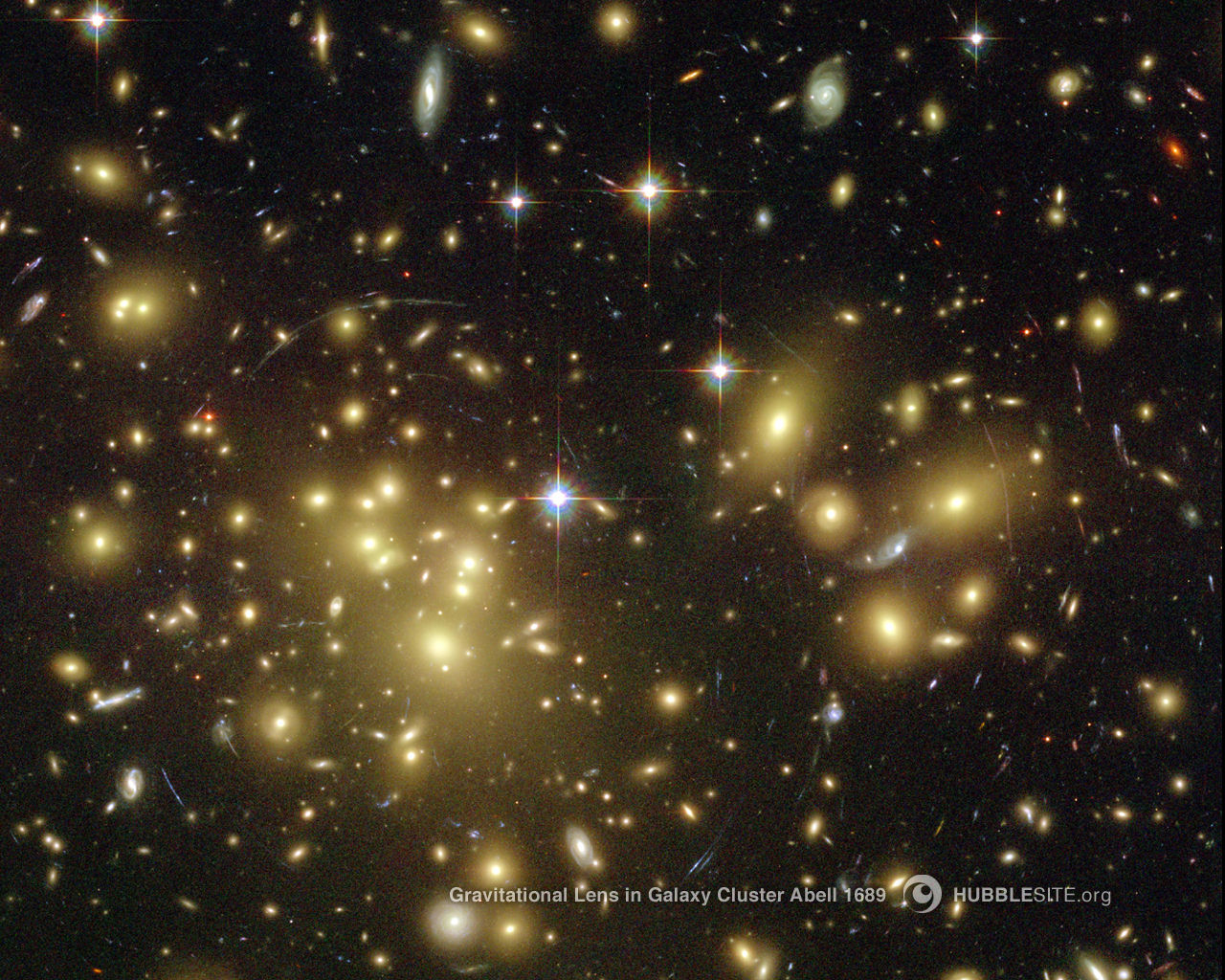
Zwaartekrachtlens rond de cluster Abell 1689, gefotografeerd door de Hubble-telescoop.

Een zwakke lenswerking, (“weak lensing”) levert geen meervoudige afbeeldingen op, maar wel een vervormd of uitgerekt beeld van een ver achter de lens gelegen voorwerp. Het gaat om bogen of rechte lijnen van licht. De aard van de vervorming is afhankelijk van de massaverdeling van de lens. Door de afbuiging vergroot de hoeveelheid licht - de helderheid - van de bron die kan waargenomen worden. Als lens treedt een cluster van sterrenstelsels op.
In 1986 werd dit effect waargenomen in de cluster Abell 370. De sterrenkundigen Roger Lynds en Vahé Petrosian ontdekten een boog van licht, waarvan men zich later realiseerde dat dit het vervormde beeld was van een sterrenstelsel dat zich ver achter de cluster bevond. Dit werd later bevestigd via het spectrum van de boog, die zoals bij andere gelijkaardige ontdekkingen, telkens een extreme roodverschuiving oplevert.
Door onderzoek aan zwaartekrachtlenzen, kan men meer leren over de verdeling van donkere materie in het heelal. De zwakke lenswerking laat toe sterrenstelsels te zien die zo veraf gelegen zijn, dat ze zonder dit lenseffect nooit zouden zijn waargenomen. Door toepassen van statistische methodes wordt de zwakke lenswerking ook gebruikt voor het bepalen van de massa van lens en bron en van de massaverdeling van de clusters die als lens werken. Dit biedt ook de mogelijkheid om de aanwezigheid van donkere materie in die clusters vast te stellen.

## Microlenseffect
Een microlens ("microlensing") levert in principe meerdere afbeeldingen van een achterliggend voorwerp op. Omdat ze te dicht bij elkaar staan om te kunnen worden onderscheiden, zien we in feite de bron die tijdelijk helderder wordt. De lichtbron is een achterliggende ster. In deze gevallen fungeert een 'ster' of een planeet als lens. Het effect is afhankelijk van een relatief licht object vrijwel exact tussen de Aarde en de ster, ofwel een wat zwaarder object op een wat grotere afstand van de lijn tussen de Aarde en de ster.
De verandering in helderheid die wijst op de aanwezigheid van een microlens, kan men onderscheiden van andere variaties die zich soms bij sterren voordoen, (a) omdat ze verloopt volgens een karakteristieke symmetrische kromme, (b) zich voordoet voor elke golflengte van het licht en (c) in principe eenmalig is. Bovendien moet gecorrigeerd worden voor de variabele doorlaatbaarheid van de aardatmosfeer, wat ingeval men bij tienduizenden sterren op zoek gaat naar microlenzen, enorme rekenkracht (lees computers) vereist. De microlens is dan ook het meest recent ontdekte gravitatielenseffect.
In het begin van de jaren 90 kwam de zoektocht op gang naar donkere materie binnen de halo van het Melkwegstelsel (zogenaamde MACHO’s - Massive Compact Halo Objects). De zoektocht naar donkere materie is in die zin van belang, omdat uit de draaisnelheid van de Melkweg blijkt dat er meer materie aanwezig moet zijn dan zichtbaar is. Tot hiertoe vond men geen donkere materie. De lenzen die men middels het MACHO-project ontdekte, zijn meestal gewone sterren of witte dwergen.
Het microlenseffect kan ook toegepast worden om exoplaneten te ontdekken. In 2006 ontdekte men op die manier de planeet OGLE-2005-BLG-390Lb op 20.000 lichtjaar in het sterrenbeeld Boogschutter. In dit geval treedt een kleinere kortdurende variatie in lichthelderheid op, boven op het reeds gemeten lenseffect. Het doet zich voor wanneer de lens een planetenstelsel is, met name een ster met minstens twee planeten. De vorm en massa van dit stelsel levert een meetbare karakteristieke lichtafbuiging op van een achterliggende ster.

## Recente ontdekkingen
Léon Koopmans (RU Groningen) en Adam Bolton (Harvard) ontdekten in 2005 negentien zwaartekrachtlenzen met de Sloan Digital Sky Survey (SDSS) en de Hubbletelescoop. De ambitie van SDSS is het maken van een driedimensionale kaart van een deel van het heelal.